# Camelia Macoviciuc
Camelia Macoviciuc, född den 1 mars 1968 i Hudești i Rumänien, är en rumänsk roddare.
Hon tog OS-guld i lättvikts-dubbelsculler i samband med de olympiska roddtävlingarna 1996 i Atlanta.